# John Tempesta
John Tempesta (New York, 1964. szeptember 26. –) amerikai metal dobos, aki több neves együttessel is készített albumokat.
1985-től négy éven keresztül az Anthrax dobos Charlie Benante dobtechnikusa volt. Ismertté  az 1990-es évek elején az Exodus és a Testament együttesek tagjaként vált. Az évtized második felében előbb a White Zombie zenekarban, majd a frontember Rob Zombie szólóprojektjében működött közre egészen 2003-ig. 2000-ben vendégként játszott Tony Iommi, a Black Sabbath gitárosának szólóalbumán, majd készített albumokat a visszatérő Helmettel és a Scum of the Earth-tel. 2005 óta a The Cult tagjaként játszik.

## Diszkográfia

### Exodus
- Impact Is Imminent (1990)
- Good Friendly Violent Fun (1991)
- Force of Habit (1992)

### Testament
- Return to the Apocalyptic City (1993)
- Low (1994)
- First Strike Still Deadly (2001)
- Live in London (2005)

### White Zombie
- Astro Creep: 2000 (1995)

### Rob Zombie
- Hellbilly Deluxe (1998)
- The Sinister Urge (2001)
- Past, Present & Future (2003)
- The Best of Rob Zombie (2006)

### Helmet
- Size Matters (2004)

### Scum of the Earth
- Blah...Blah...Blah...Love Songs for the New Millennium (2004)

### The Cult
- Born into This (2007)
- Live at the Fillmore, Irving Plaza (2007)

### Vendégszereplései
- Tony Iommi – Iommi (2000) – a Meat című dalban
- Black Label Society – Hangover Music Vol. VI (2004) – a Once More című dalban
- Numbers of the Beast – An Allstar Tribute to Iron Maiden (2005)
- Butchering The Beatles – Tribute to The Beatles (2006)
- We Wish You a Metal Xmas… and a Headbanging New Year! (2008)